# Весёлое (Николаевский район)
Весёлое (укр. Веселе) — село, относится к Николаевскому району Одесской области Украины.
Население по переписи 2001 года составляло 143 человека. Почтовый индекс — 67024. Телефонный код — 8-04857. Занимает площадь 0,79 км². Код КОАТУУ — 5123583903.

## История
В 1945 г. Указом ПВС УССР хутор Веселый Кут Первый переименован в Весёлый.

## Местный совет
67024, Одесская обл., Николаевский р-н, с. Скосаревка, ул. Мира, 13а